# Sinumelon amatensis
Sinumelon amatensis är en snäckart som beskrevs av Alan Solem 1993. Sinumelon amatensis ingår i släktet Sinumelon och familjen Camaenidae. Inga underarter finns listade i Catalogue of Life.